# Thiais – Orly (stanice metra v Paříži)
Thiais – Orly je stanice na lince 14 pařížského metra, která se nachází v obci Thiais v departementu Val-de-Marne. K jejímu uvedení do provozu došlo 24. června 2024.

## Umístění
Jako součást Grand Paris Express se tato stanice na lince 14 nachází podél její severojižní osy, jižně od trati RER C a severně od Avenue du Docteur-Marie.
Nástupiště linky 14 se nacházejí přibližně 26 m pod zemí. V nadzemní části stanice je umístěna vstupní hala, prodejní kancelář, úschovna kol a další služby. Tato budova pro cestující má dva přístupy: severní vchod k lince RER C a východní přístup, který vede na velké náměstí, pro přestup na autobusy.

## Výstavba
Návrh stanice byl svěřen skupině pod vedením SETEC TPI a SYSTRA a architektonické agentuře Valode et Pistre Architecte.
Umělec Lyes Hammadouche navrhl pro tuto stanici umělecké dílo ve spolupráci s architektem Denisem Valodem.
V březnu 2018 byla její výstavba svěřena firmě Razel-Bec, dceřiné společnosti Fayat Group, v konsorciu s Eiffage Génie Civil, Sefi-Intrafor, Eiffage Fondations a I.CO.P.

## Dějiny
Stanice byla původně pojmenována Pont de Rungis s ohledem na názvy stávajících autobusových zastávek a stanice RER C v této oblasti. Po zveřejnění nových názvů některých stanic na prodloužené lince 14 na jih vyjádřilo několik starostů Val-de-Marne své nesouhlasné názory ohledně tří stanic, které podle nich neodpovídaly místům, kde se budou nacházet.
V září 2022 bylo oznámeno, že se stanice bude nazývat Thiais – Orly s podtitulem Pont de Rungis.